# Édouard Keilig
Édouard Keilig ou Frédéric Édouard Keilig, né à Rödgen (Bitterfeld-Wolfen) (province de Saxe) le 15 mars 1827 et mort à Bruxelles le 29 juillet 1895, est un architecte-paysagiste d'origine allemande. Arrivé en Belgique en 1853, il doit sa notoriété à la création du bois de la Cambre en 1862. 

## Biographie
Fils d'un fermier aisé, il entame sa formation d'horticulture en 1844 dans une entreprise de Leipzig, ville où il suit également des cours de botanique et de chimie. Il poursuit une formation d'architecture jardinière au parc royal de Charlottenburg à Berlin avant de diriger un établissement horticole à Cologne.
En 1853, il vient travailler à Bruxelles avec l'horticulteur Jean Linden. Il y rencontre le baron Charles Ernest de Man de Lennick qui le charge de quelques travaux et qui, par des recommandations, lui permet de prendre son essor en Belgique où il obtient la nationalité en 1868.
En 1862, il est choisi par la Ville de Bruxelles pour transformer le bois de la Cambre, faisant alors partie de la forêt de Soignes, en parc public, qui sera l'un des plus beaux du XIXe siècle. Par cette création, Keilig acquiert sa renommée. En 1868, il devient, en plus de sa carrière d'indépendant, inspecteur des plantations de la capitale.

## Œuvres
À Bruxelles, outre le bois de la Cambre, il est également le créateur du Parc de Laeken en 1867, l'avenue des Nations à Bruxelles en 1868, les berges des étangs d'Ixelles en 1873, l'hippodrome de Boitsfort en 1875, les parcs de Saint-Gilles et de Forest en 1879 et l'avenue de Tervueren en 1882. 
La qualité du bois de la Cambre fait que la ville d'Anvers passe commande du parc communal d'Anvers (nl) en 1867.
Il est associé à plusieurs reprises aux travaux paysagers voulu par Léopold II. À Bruxelles, mais également à Ostende où il compose le parc Marie-Henriette en 1888.
Il contribue à de nombreuses réalisations publiques et privées en Belgique. Entre-autres le parc d'Avroy à Liège en 1879, les parcs des châteaux de Bois-Lombut à Gosselies en 1869, d'Ossel vers 1880 et de Perk vers 1883.
L'art de Keilig s'apparente au style paysager anglais en vogue tout au long du XIXe siècle.

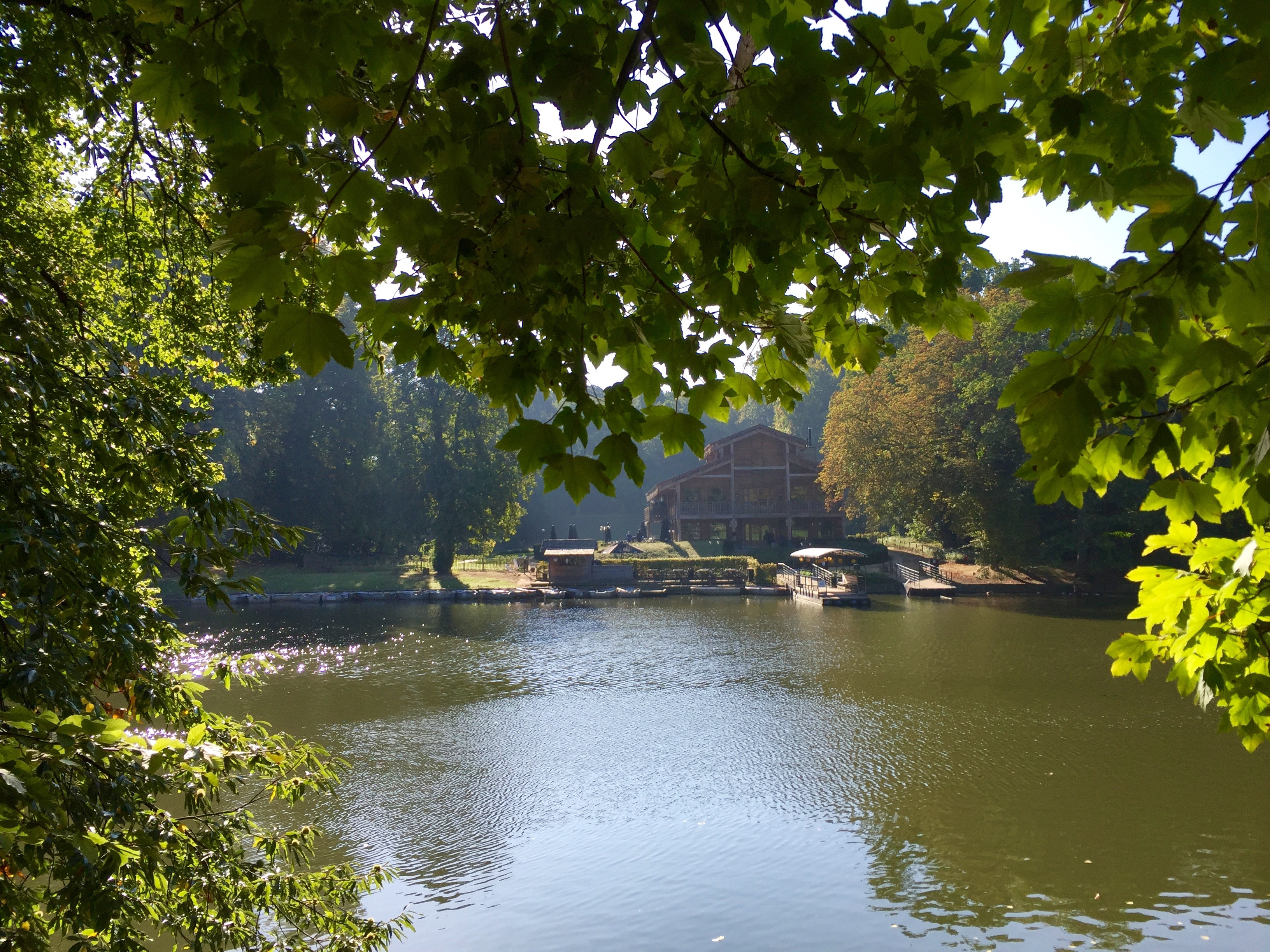
Bois de la Cambre et le chalet Robinson.
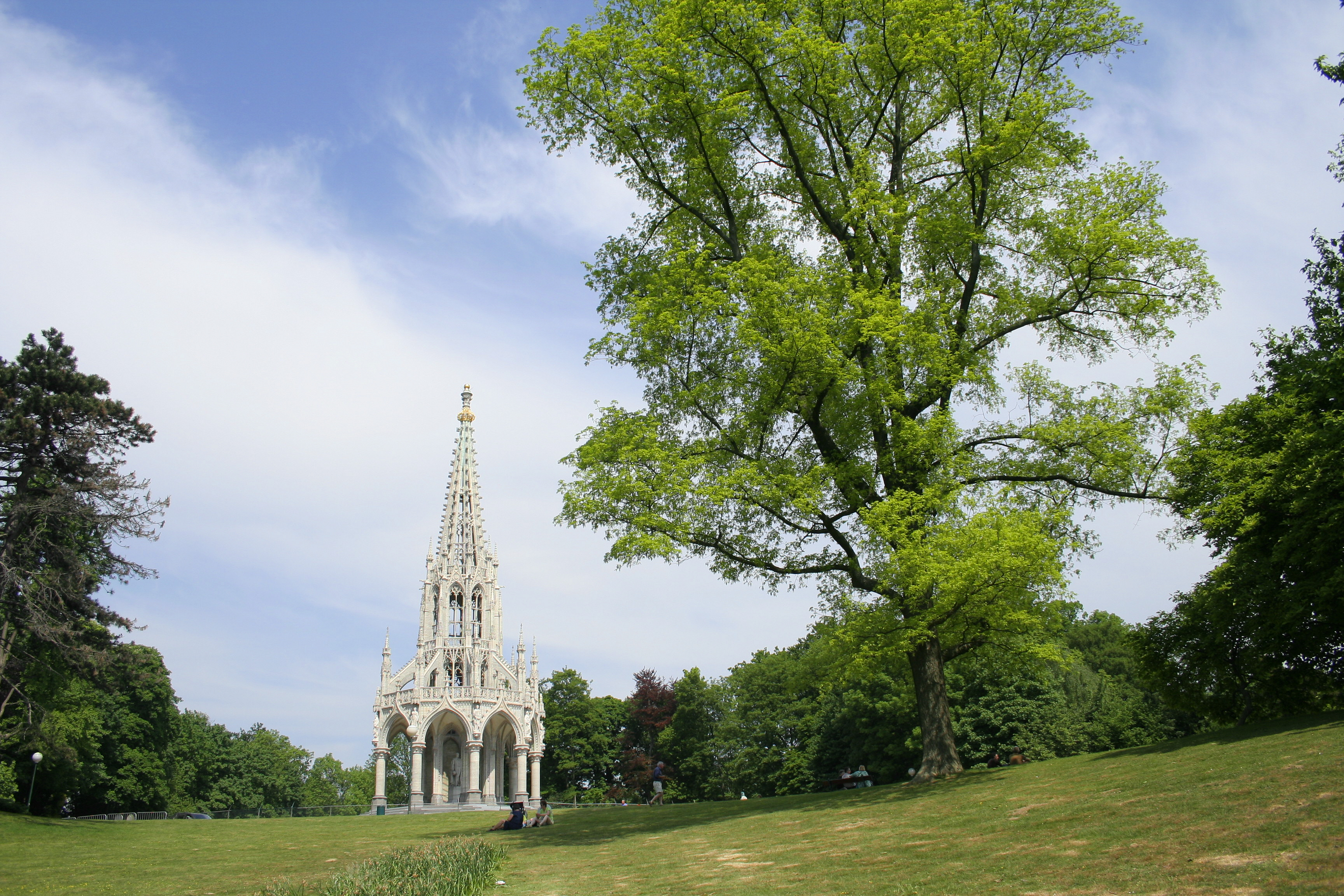
Parc de Laeken et le monument de la dynastie.
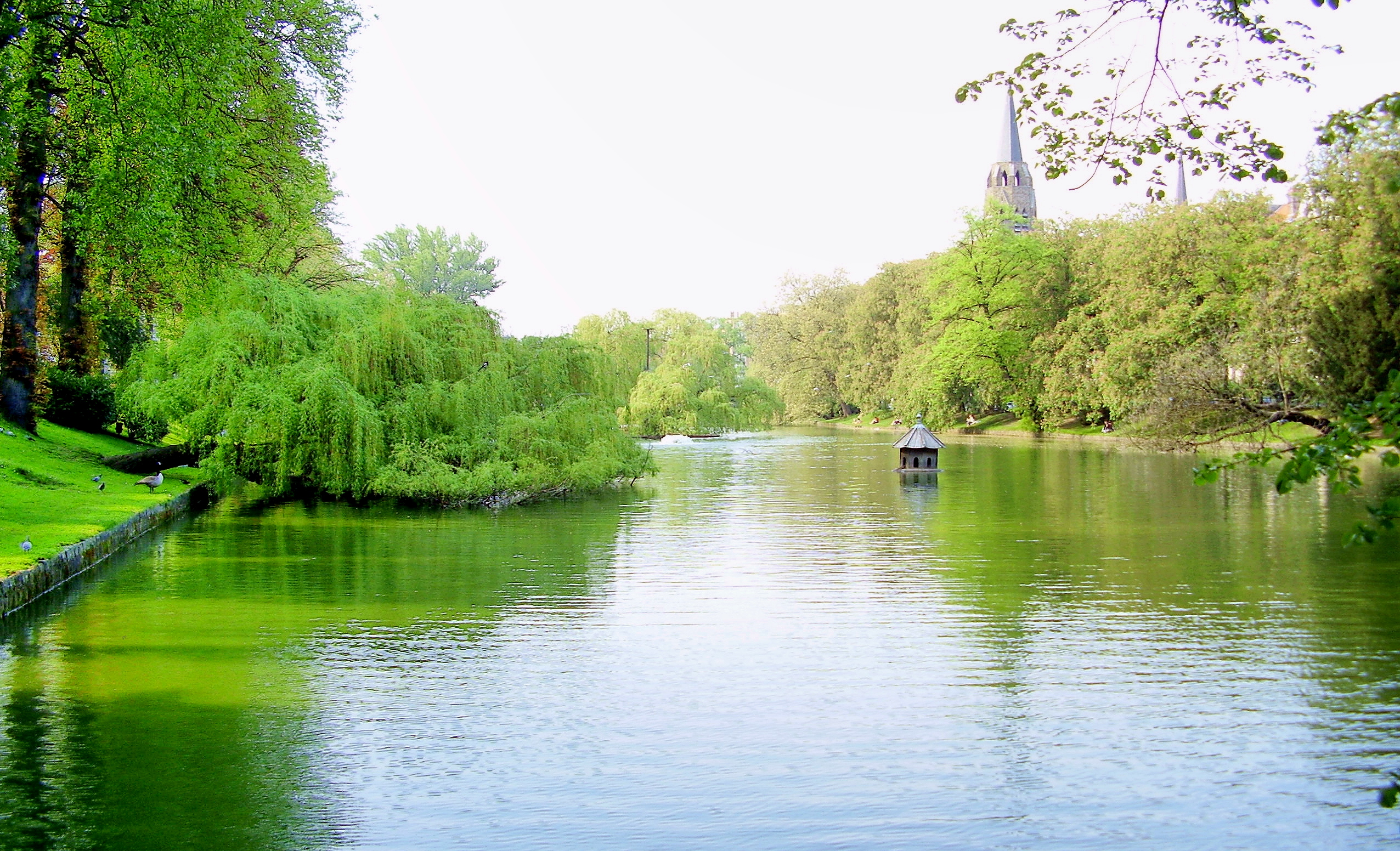
Étangs d'Ixelles.
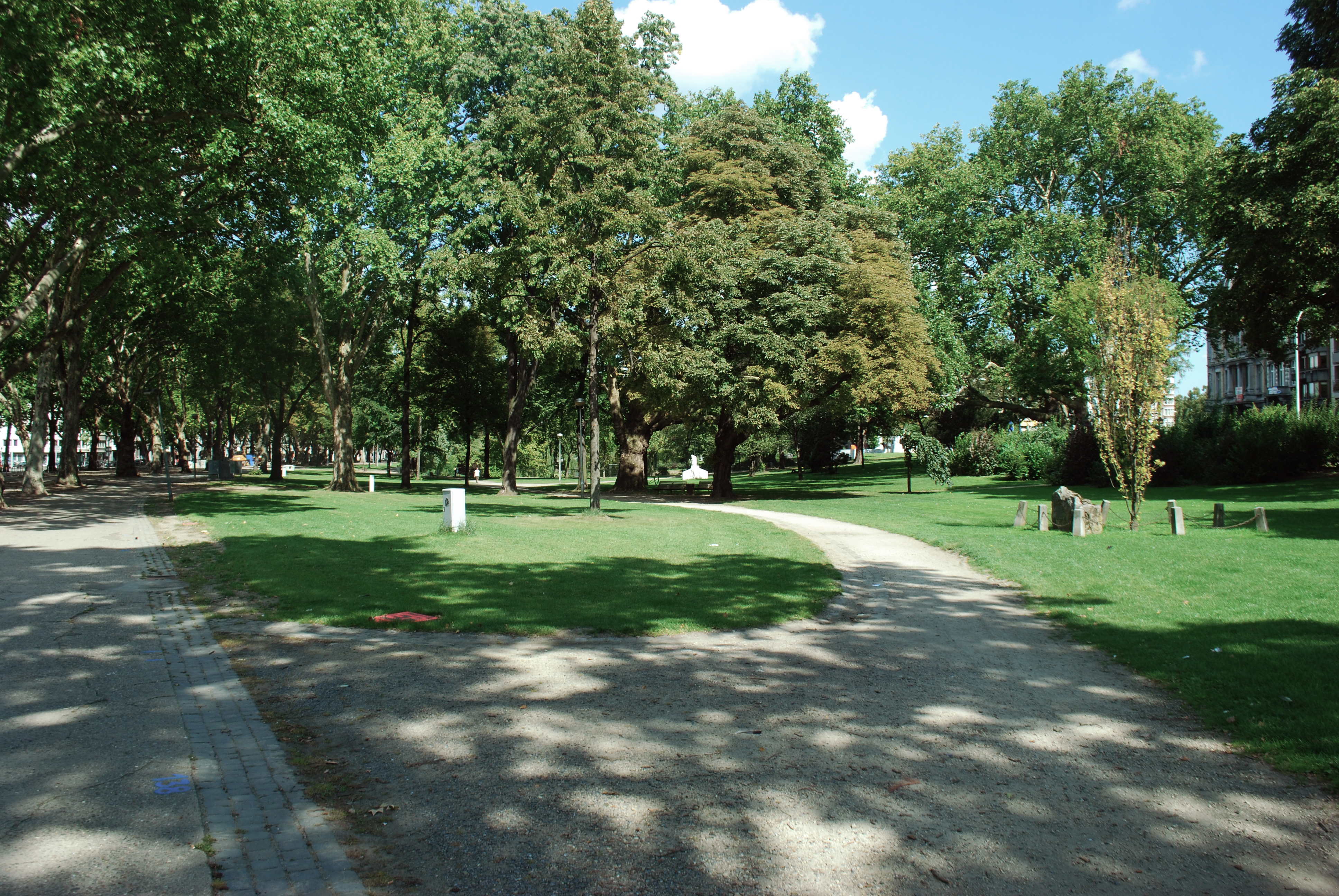
Parc d'Avroy.